# Romy Kermer
Romy Kermer (n. 28 iulie 1956, Karl-Marx-Stadt, Germania) este o patinatoare artistică ce a reprezentat Republica Democrată Germană, medaliată olimpică. A participat la o ediție a Jocurilor Olimpice (1976) în care a câștigat o medalie de argint.

## Participări
Lista de mai jos prezintă principalele competiții la care a participat Romy Kermer de-a lungul carierei.
- figure skating at the 1976 Winter Olympics – pairs[*]